# 克里欧 (南卡罗来纳州)
克里欧（英文：Clio），是美国南卡罗来纳州下属的一座城市。城市类型是“Town”。其面积大约为0.86平方英里（2.22平方公里）。根据2010年美国人口普查，该市有人口726人，人口密度约为每平方 英里848.13人（约合每平方公里327.48人）。